# Cité de la mode et du design
Il Cité de la mode et du design (Città della Moda e del Design) è un edificio situato sul sito dell'ex emporio sul Quai d'Austerlitz, nel XIII arrondissement di Parigi, in Francia. Inizialmente prevista per l'inizio del 2008, la sua apertura è avvenuta nel 2010.
L'IFM Paris (Istituto Francese della Moda) ha sede nell'edificio dal 2008. Anche Art Ludique, un museo che espone arte contemporanea nei settori del fumetto, manga, cinema, animazione dal vivo e videogiochi, era ospitato nell'edificio, ma ha cessato di esistere nel 2019.
Situata lungo la Senna, tra la Gare d'Austerlitz e la Biblioteca Nazionale di Francia, la Cité de la Mode et du Design, progettata dagli architetti Jakob + MacFarlane, è uno dei monumenti contemporanei più importanti di Parigi, con la sua architettura audace.